# 九龍區專線小巴46線
九龍區專線小巴46線是香港一條來往麗晶花園和維港灣的小巴路線，由豐兆投資有限公司營運。

## 簡介及歷史
- 1999年11月1日：46線投入服務[1]。

## 服務時間及班次
| 麗晶花園開       | 麗晶花園開  | 麗晶花園開   | 維港灣開         | 維港灣開    | 維港灣開     |
| 日期             | 服務時間    | 班次（分鐘） | 日期             | 服務時間    | 班次（分鐘） |
| ---------------- | ----------- | ------------ | ---------------- | ----------- | ------------ |
| 星期一至六       | 05:55-23:30 | 3-10         | 星期一至六       | 06:20-00:00 | 3-10         |
| 星期日及公眾假期 | 05:55-23:30 | 6-15         | 星期日及公眾假期 | 06:20-00:00 | 6-15         |

## 收費
麗晶花園開
| 上車站         | 下車站       |
| 上車站         | 維港灣或之前 |
| -------------- | ------------ |
| 麗晶花園起     | $7.8         |
| 富豪東方酒店起 | $6.5         |
| 太子站起       | $3.8         |

維港灣開
| 上車站         | 下車站         | 下車站         |
| 上車站         | 旺角東站或之前 | 麗晶花園或之前 |
| -------------- | -------------- | -------------- |
| 維港灣起       | $5.2           | $7.8           |
| 旺角東站起     |                | $6.5           |
| 富豪東方酒店起 | $5.2           |                |

## 用車
根據運輸署《服務詳情表》，此路線需使用24輛小巴提供服務。最繁忙一小時每方向合共載客量不少於224人。
此路線使用24輛豐田Coaster石油氣小巴行走，包括19輛16座位小巴及5輛19座位小巴。此路線部份用車有需要時可支援新界103、103M及104線。
| 24 | 麗晶花園小巴總站 | 麗晶花園小巴總站 |

黃色底的車站（序號為A者）祇限星期一至五上課日07:00-08:00班次停靠。
橙色底的車站（序號為B者）祇限星期一至五上課日15:40-15:50班次停靠。

## 外部連結
- 小巴薈：九龍區專線小巴46線 （页面存档备份，存于）

1. ↑  置於豐田Coaster後的一組編號（如有）只於交通迷界內使用，其他人（包括行內人士）均沒有對小巴有此稱呼。 || 座位 || 地點牌配置 || 備註
|-
| JY933 || 2018年7LL || 19座Vega座椅 || 八通電牌 || 2018年2月投入服務
車牌原屬2001年4代
|-
| LD6756 || 2003年5LS || rowspan="5" | 16座低背座椅 || rowspan="19" | 路布 ||
|-
| LJ6880 || rowspan="4" | 2004年5LS || 2004年3月投入服務
|-
| LK8580 ||
|-
| LL3622 ||
|-
| LN3122 ||
|-
| LV8954 || rowspan="14" | 2005年5LS2 || rowspan="14" | 16座高背座椅 ||
|-
| LW948 || 2005年3月投入服務
|-
| LW6897 || 2005年4月投入服務
|-
| LX735 || rowspan="2" | 2005年5月投入服務
|-
| LX6675
|-
| LY9355 || 2005年6月投入服務
|-
| LZ2119 || rowspan="3" | 2005年7月投入服務
|-
| LZ5668
|-
| LZ8931
|-
| LZ9653 || rowspan="2" | 2005年8月投入服務
|-
| MA9563
|-
| MC9711 || rowspan="2" | 2005年11月投入服務
|-
| MD5394
|-
| ME3772 || 2005年12月投入服務
|-
| VF8935 || rowspan="3" | 2018年7LL || rowspan="4" | 19座Vega座椅 || 八通電牌 || 2018年1月投入服務
取代JX2771（4代）
|-
| VJ3171 || 展暉電牌<ref group="註">此車曾採用八通電牌 || 2018年3月投入服務
|-
| VJ6795 || 八通電牌 || 2018年4月投入服務
取代JZ7250（4代）
|-
| XJ3930 || 2021年7LL || 展暉電牌 || 2021年5月投入服務取代MA2441 (2005年5LS2)

行車路線
麗晶花園開經：啟仁街、宏光道、啟禮道、宏照道、啟祥道、偉業街、天橋、觀塘道、太子道東、太子道西、通州街、楓樹街、必發道、大角咀道、櫻桃街、櫻桃街隧道、櫻桃街、迴旋處、櫻桃街、海輝道、海帆道（學校區）及海帆道。
斜體字之路段祇限星期一至五上課日07:00-08:00班次駛經。
維港灣開經：海帆道、海帆道（學校區）、海輝道、深旺道、櫻桃街、大角咀道、櫸樹街、晏架街、槐樹街、福全街、旺角道、洗衣街、亞皆老街、天橋、太子道東、觀塘道、偉業街天橋、偉業街、天橋、啟祥道、宏照道、啟禮道及啟仁街。
斜體字之路段祇限星期一至五上課日15:40-15:50班次駛經。